# Bormaņi
Bormaņi est un village de Lettonie situé dans la municipalité de Koknese, sur les bords de la Pērse, au croisement des routes P79 (Koknese-Ērgļi) et V939. Sa population avoisine les 298 habitants en 2015.